# Красимир Мирев
Красимир Митев Мирев е български политик, кмет на град Търговище в периода от 1999 г. до 2015 г. (издиган и подкрепян от БСП) в последователни четири мандата. По професия хуманен лекар. Член на масонското общество.

## Биография
Красимир Мирев е роден на 15 юли 1949 година в град Търговище, България. Завършва висше образование в Медицинския университет във Варна, с първа специалност „Хирургия“, и втора специалност „Социална медицина и здравеопазване“ в Москва. Кара курсове по „Мениджмънт“, „Местно управление“ и „Децентрализация“ в щатите Флорида, Северна Каролина (САЩ) и Дания.

### Трудов опит
От 1975 година е ординатор в „Хирургично отделение“ на Обединена районна болница – Търговище. През 1986 – 1990 година е заместник главен лекар в болницата. През 1990 – 1996 година е хирург в ОРБ – Търговище, а през 1996 – 1999 година е директор на болницата.

### Политическа кариера
Красимир Мирев е бил народен представител от групата на БСП в VII ВНС. След 1999 година е кмет на град Търговище, изкарва четири последователни мандата, издигнат или подкрепен от БСП. От март 2004 до 2008 година е председател на Управителния съвет на Националното сдружение на общините в България, а от февруари 2007 година е вицепрезидент на Комитета на регионите на Европейския съюз в Брюксел.

#### Избори
На местните избори през 2003 година Мирев участва като независим кандидат за кмет на Търговище. Избран е от първи тур с 66,54 %, или 15 681 гласа.
На местните избори през 2007 година Мирев участва като независим кандидат за кмет на Търговище, подкрепен от БСП. На първи тур получава 40,70 % (12 129 гласа), и отива на балотаж с втория в класирането, независим кандидат, подкрепен от ДПС Светлан Петков, който получава 38,63 % (11 514 гласа). На втория тур от изборите Мирев е избран с 58,37 %, или 17 365 гласа.
На местните избори през 2011 година Мирев е издигнат от БСП за кмет на Търговище. На първи тур получава 35,41 % (9863 гласа), и отива на балотаж с втория в класирането, кандидатът на ДПС Тунчер Кърджалиев, който получава 27,79 % (7741 гласа). На втория тур от изборите Мирев е избран със 78,9 %, или 19 221 гласа.